# Kombajn ziemniaczany

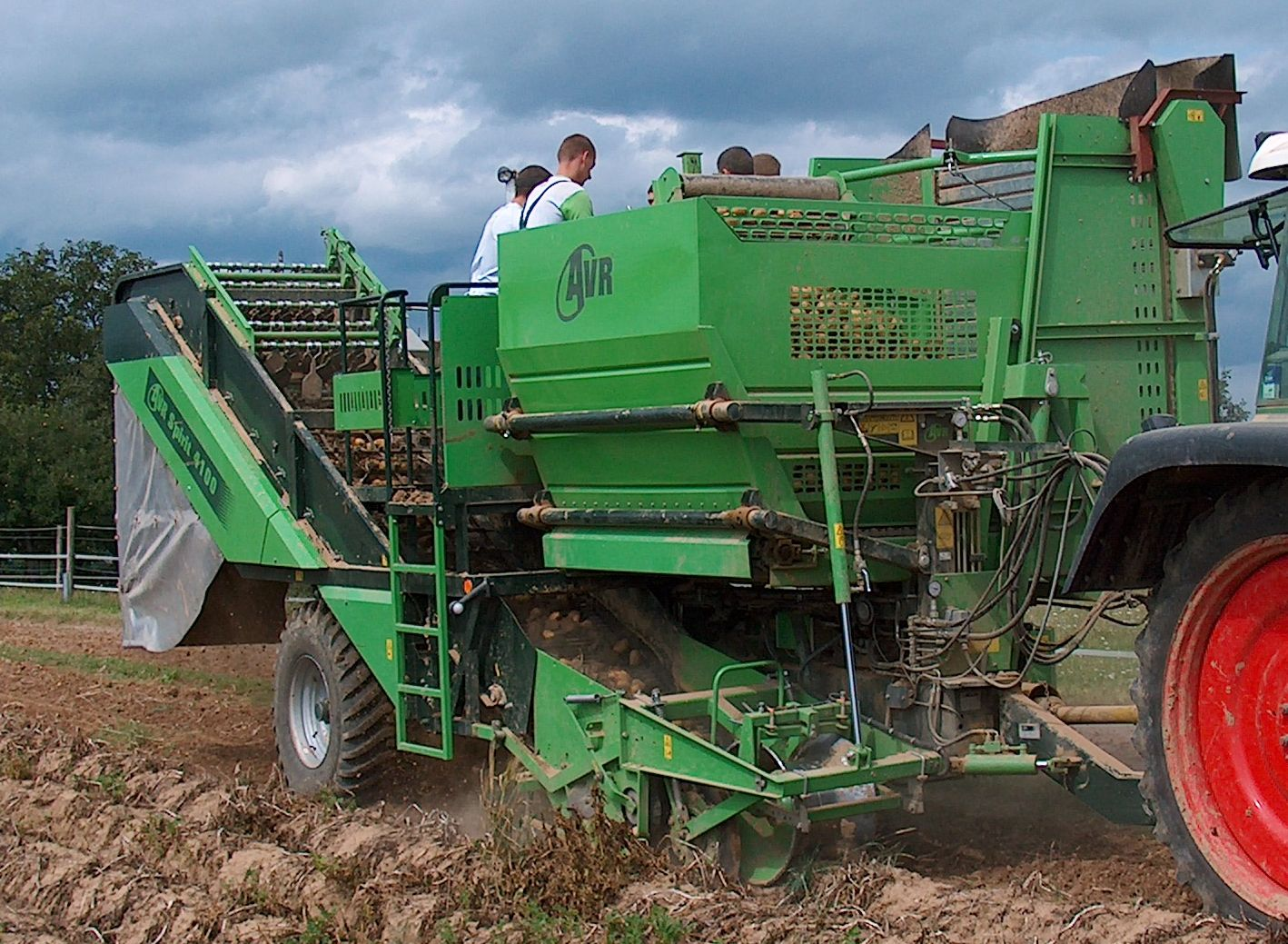
Kombajn do ziemniaków przy pracy

Kombajn ziemniaczany – maszyna rolnicza, kombajn rolniczy przeznaczony głównie do zbioru ziemniaków. Kombajn umożliwia kopanie ziemniaków, oddzielanie bulw od gleby, łęcin, kamieni i innych zanieczyszczeń oraz gromadzenie bulw w zbiorniku maszyny lub ich transportowanie bezpośrednio na jadący obok zestaw transportowy. Kombajny do zbioru ziemniaków mogą być wykorzystywane do zbioru niektórych warzyw: marchwi, buraków ćwikłowych, cebuli, pietruszki.
Podział kombajnów:
- ze względu na szerokość roboczą dzielimy na jedno-, dwu-, trzy- i czterorzędowe,
- ze względu na sposób postępowania z wykopanymi bulwami kombajny dzielimy na kombajny ze zbiornikiem i bez,
- ze względu na sposób poruszania na doczepiane i samobieżne[1].